# Rhesala nigricans
Rhesala nigricans là một loài bướm đêm trong họ Noctuidae.